# La gitana i el senyor
La gitana i el senyor (títol original en anglès The Gypsy and the Gentleman) és una pel·lícula de drama d'època britànica de 1958 dirigida per Joseph Losey amb un guió basat en la novel·la Darkness I Leave You (1956) de Nina Warner Hooks. És protagonitzada per Melina Merkuri i Keith Michell. Ha estat doblada al català.

## Argument
La bella i ardent gitana Belle (Melina Mercouri) es casa amb el playboy de la Regencia Sir Paul Deverill (Keith Michell) pels seus diners. Sense que ella ho sàpiga, ha malgastat la seva fortuna i està desesperadament endeutat. Quan la germana de Deverill, Sarah (June Laverick) hereta una fortuna, la parella conspira infructuosament per robar-li la fortuna fins a la seva eventual desaparició.

## Repartiment
- Melina Mercouri - Belle
- Keith Michell - Sir Paul Deverill
- Flora Robson - Mrs. Haggard
- Patrick McGoohan - Jess
- June Laverick - Sarah Deverill
- Lyndon Brook - John Patterson
- Helen Haye - Lady Caroline Ayrton
- Mervyn Johns - Brook
- Laurence Naismith - Dr. Forrester
- Clare Austin - Vanessa Ruddock
- Catherine Feller - Hattie
- Nigel Green - Game Pup
- Newton Blick - Ruddock
- David Hart - Will el valet
- John Salew - Duffin el majordom
- Louis Aquilina - Coco.

## Producció
El protagonista masculí havia de ser interpretat per Michael Craig, que es va reunir amb Losey i va sentir que el director "em tractava com un idiota". Craig es va negar a fer el paper i va ser substituït per Keith Michell.

## Recepció crítica
Derek Winnert va escriure: "La pel·lícula no és la tassa de te habitual del director Losey, però intenta obtenir una mossegada dels temes de la recerca d'or i l'ambientació rural de l'Anglaterra del segle xviii. I el remolí Merkuri provoca una tempesta, sens dubte sonant a això. Belle forta i clara."